# Sury-ès-Bois
Sury-ès-Bois is een gemeente in het Franse departement Cher (regio Centre-Val de Loire) en telt 315 inwoners (1999). De plaats maakt deel uit van het arrondissement Bourges.

## Geografie
De oppervlakte van Sury-ès-Bois bedraagt 31,8 km², de bevolkingsdichtheid is 9,9 inwoners per km².
De onderstaande kaart toont de ligging van Sury-ès-Bois met de belangrijkste infrastructuur en aangrenzende gemeenten.

## Demografie
Onderstaande figuur toont het verloop van het inwonertal (bron: INSEE-tellingen).